# DrinkBox Studios

Drinkbox Studios Inc. es una compañía de desarrollo de videojuegos ubicada en Toronto. La compañía fue fundada en abril de 2008 por Chris Harvey, Ryan MacLean and Graham Smith, tres programadores que fueron previamente empleados de Pseudo Interactive, la cual cerro previamente en ese mismo año. Drinkbox es conocida principalmente por la serie de juegos de Guacamelee!

## Historia

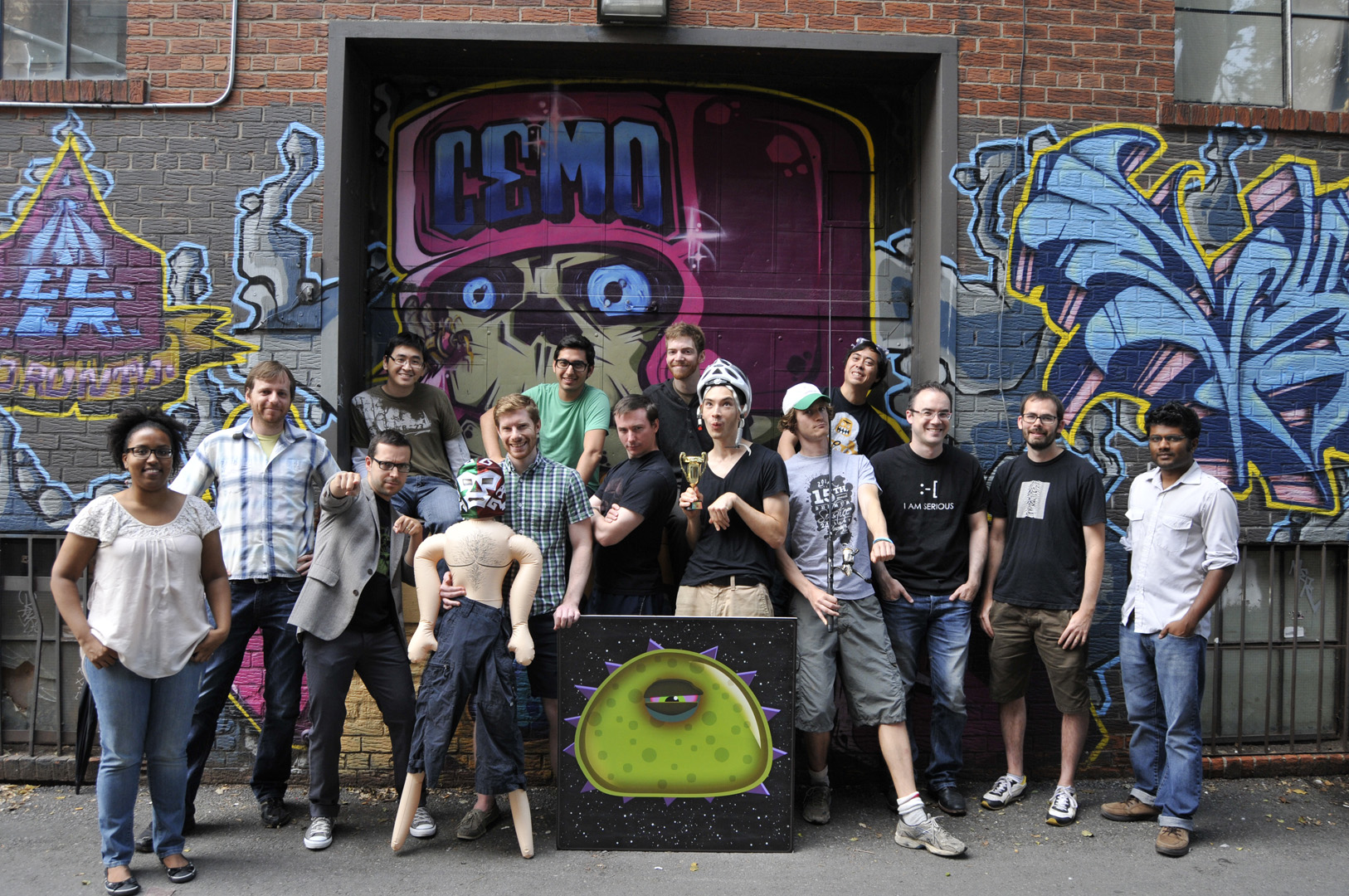
Foto del equipo de Drinkbox Studios en 2012.

En 2008, la desarrolladora Pseudo Interactive, ubicada en Toronto, despidió a la mayor parte de sus trabajadores antes de cerrar completamente. De los empleados despedidos, muchos dejaron Toronto para trabajar en otros lugares, mientras que tres programadores, Chris Harvey, Ryan MacLean y Graham Smith, se quedaron allá para fundar su propio estudio de videojuegos en abril de ese mismo año. Su idea era crear videojuegos que ellos mismos querrían jugar. Al principio, la compañía se llamaba Not a Number Software, pero pronto el equipo decidió que el nombre era malo y lo cambiaron a DrinkBox Studios. Durante las siguientes semanas contrataron a un artista y a un diseñador continuaron con un equipo de cinco personas.

## Juegos desarrollados
| Año  | Título                                       | Plataforma(s)                                                                               |
| ---- | -------------------------------------------- | ------------------------------------------------------------------------------------------- |
| 2011 | Tales from Space: About a Blob               | PlayStation 3                                                                               |
| 2012 | Tales from Space: Mutant Blobs Attack        | Linux, macOS, Microsoft Windows, PlayStation 3, PlayStation Vita, Xbox 360, Nintendo Switch |
| 2013 | Guacamelee!                                  | PlayStation 3, PlayStation Vita                                                             |
| 2013 | Guacamelee! Gold Edition                     | Linux, macOS, Microsoft Windows                                                             |
| 2014 | Guacamelee! Super Turbo Championship Edition | Microsoft Windows, PlayStation 4, Wii U, Xbox 360, Xbox One, Nintendo Switch                |
| 2016 | Severed                                      | iOS, New Nintendo 3DS, Nintendo Switch, PlayStation Vita, Wii U                             |
| 2018 | Guacamelee! 2                                | Microsoft Windows, PlayStation 4, Nintendo Switch, Xbox One                                 |
| 2021 | Nobody Saves the World                       | Microsoft Windows, Xbox One, Xbox Series X/S                                                |